# Cal Veià
Cal Veià és una casa de Sunyer (Segrià) inclosa a l'Inventari del Patrimoni Arquitectònic de Catalunya.

## Descripció
Gran casal de característiques semblants a Cal Gort, que es troba davant. Consta de planta baixa, pis i golfes. A la planta baixa s'obre la porta d'arc de mig punt amb grans dovelles. A la primera planta hi ha tres finestres, totes tenen l'ampit motllurat però dues d'elles també tenen motllures a la llinda i els brancals. A les golfes, en el mateix eix que les finestres del primer pis, s'obren tres obertures quadrangulars amb l'ampit motllurat i tot el contorn remarcat. La teulada té molt voladís el qual està sostingut per mènsules. El parament és de grans carreus de pedra col·locats en filades regulars. El pis de les golfes està emmarcat per una motllura que el separa del primer pis i un altre a la part superior i està arrebossat i pintat.
A l'interior, l'entrada que conserva l'ambient originari amb el pou, la pica i el terra amb emmarcat de codines fent rosetons i quadres. També es conserva l'escala.